# Molekulární stroj
Molekulární stroj nebo nanostroj je nanotechnologie, jejímž principem je vytváření miniaturních strojů ve formě mechanicky spojených molekul (na rozdíl od typického spojení chemickou vazbou). Tyto stroje o velikosti jednotek nanometrů jsou pak poháněny světlem nebo jinými zdroji energie (elektřinou, rentgenovým nebo ultrafialovým zářením).

## Historie, podoba a využití
Již na počátku 80. let 20. století vytvořil Jean-Pierre Sauvage tzv. katenany, zřetězené dvojice molekul ve tvaru kruhu, vzájemně provlečené a spojené čistě mechanicky, nikoli pevnější kovalentní vazbou. Ačkoli první umělý molekulární stroj byl vytvořen již v roce 1991 (Fraser Stoddart vytvořil tzv. rotaxany, jakési otáčející se kroužky molekul, a na tomto principu pak postavil molekulární výtah, sval a miniaturní počítačový čip) a v roce 1999 Ben Feringa vyrobil první umělý molekulární motor, technologie se stále nachází v počáteční fázi vývoje. Dosud vyrobené umělé stroje mají podobu různých přepínačů, vah, pinzet, motorů, výtahů apod.; v roce 2005 bylo vytvořeno dokonce „nanoautíčko“ z atomů uhlíku. Za vývoj molekulárních strojů obdržela trojice Sauvage, Stoddart a Feringa v roce 2016 Nobelovu cenu za chemii.
Kromě umělých strojů existují také biologické molekulární stroje, které lze běžně nalézt v přírodě a z nichž nejsložitější se nacházejí v buňkách ve formě proteinových komplexů – například různé molekulární motory (myosin, kinezin, dynein) nebo ATP syntáza. K dalším strojům tohoto typu patří DNA a RNA polymerázy, spliceozom nebo ribozom. Tyto stroje a jejich činnost jsou mnohem komplexnější než jakýkoli dosud vyrobený umělý molekulární stroj.
Uplatnění nanostrojů se očekává zejména v nanomedicíně. Typickou myšlenkou je využití nanorobotů při léčbě nádorů (přenosem léčiv přímo do nemocných buněk), toto řešení však přesahuje současné technologické možnosti.